# 羽裂风毛菊
羽裂风毛菊（学名：Saussurea pinnatidentata）为菊科风毛菊属的植物。分布于锡金以及中国大陆的内蒙古、青海、甘肃等地，生长于海拔2,200米至3,200米的地区，常生长在盐碱地、荒坡草地或农田，目前尚未由人工引种栽培。

## 异名
- Saussurea bodinieri Levl.